# Cruz Ochoa
Cruz Ochoa de Zabalegui y Paternain (Puente la Reina, 1840-Toledo, 1911) fue un político, escritor y religioso español.

## Biografía
Nació en 1840 en la localidad navarra de Puente la Reina. Es descrito por Ossorio y Bernard como un «político tradicionalista y escritor de gran notoriedad en los años que siguieron á la revolución de Septiembre de 1868». Dirigió en Madrid los periódicos La Legitimidad (1869) y El Legitimista Español (1870). Como político obtuvo escaño de diputado a Cortes en las elecciones de 1869, 1871 y abril de 1872, además de ocupar el cargo de senador por Guipúzcoa entre 1899 y 1900. De ideología carlista, falleció el 25 de febrero de 1911 en Toledo, cuando era canónigo de la catedral de la ciudad.